# Gardineroseris
Genre
Synonymes
- Asteroseris Verril, 1901[1]

Gardineroseris est un genre de scléractiniaires (coraux durs) de la famille des Agariciidae.

## Systématique
Le genre Gardineroseris a été créé en 1974 par Georg Scheer (d) (1910-2004) et C. S. Gopinadha Pillai (d) avec pour espèce type Gardineroseris planulata.

## Liste sous-taxons
Selon World Register of Marine Species (6 août 2021) :
- Gardineroseris pavonoides Latypov, 2011 (nomen nudum)
- Gardineroseris planulata (Dana, 1846) - espèce type